# Mitsuo Fuchida
Mitsuo Fuchida (淵田美津雄) (3. december 1902–30. maj 1976) var en kommandør (少佐) i Japans kejserlige flådes flystyrker og en pilot før og under 2. verdenskrig. 
Han ledede den formation der anførte i angrebet på Pearl Harbor den 7. december 1941. Han var den person der var ansvarlig for koordinationen af luftangrebet og arbejdede under den øverste flådechef viceadmiral Chuichi Nagumo. Han koordinerede Japans kejserlige flådes flystyrkers 1. eskadrille under angrebet på Pearl Harbor og var ligeledes førstepilot under bombningen af Darwin i februar 1942. Efter 2. verdenskrig endte med Japans nederlag konverterede han til kristendommen og så sig selv som evangelisk resten af sit liv. 

## Tidlige liv
Mitsuo Fuchida blev født i Nara Prefecture, Japan. Han startede på flådeakademiet ved Eta-Jima i 1921 hvor han mødte og blev ven med klassekameraten Minoru Genda og opdagede en stor interesse for at flyve med fly. Han specialiserede sig i planbombning, og opnåede snart en så stor dygtighed, at han blev instruktør. Han blev snart anset for at være en af Japans bedste flyver, efter han havde opnået stor kamperfaring under luftoperationer over Kina i slutningen af 1930'erne. Han blev forfremmet til orlogskaptajn og blev optaget på flådens generalstabsakademi. Fuchida blev tilknyttet hangarskibet Akagi i 1939 og var på dette tidspunkt en erfaren pilot med over 3.000 flyvetimer bag sig.

## Karriere under 2. verdenskrig
Søndag d. 7. december 1941, var den japanske angrebsstyrke under kommando af admiral Chuichi Nagumo og bestående af seks hangarskibe med 423 fly, klar til at angribe. Klokken 6 lettede den første angrebsbølge med 183 fly fra skibene, der lå 230 mil nord for Oahu og fløj mod den amerikanske stillehavsflåde i Pearl Harbor.
Klokken 6:20 ledte Fuchida gruppen, som han havde kommandoen over, ned langs øens østlige side, og krængede så vestpå for at følge den sydlige kyst, forbi Honolulu. Han gik fejlagtigt ud fra at hans ankomst ikke var blevet sporet af hærens radar-station, men to årvågne soldater havde set deres "prikker" på radaren, og gav besked til en overordnet officer. Denne officer valgte imidlertid at ignorere dette, idet han troede "prikkerne" skyldtes amerikanske bombefly der var på vej ind fra Californien dén morgen.
I mellemtiden gav Fuchida ordren "Tenkai" ("Indtag angrebs-position"). Da han så at alt åndede fred og ro i Pearl Harbor, åbnede han klokken 7:40 lokal Hawaii-tid "boble"-vinduet over cockpittet på hans Nakajima B5N2 Type 97 Model 3 torpedofly, og affyrede et grønt signalblus som tegn til at indlede angrebet.
Klokken 7:49 gav Fuchida sin radiooperatør, underofficér af 1. klasse, Norinobu Mizuki, besked på at sende kodesignalet "To, To, To" (japansk for Totsugeskiseyo, på dansk "Angrib") til de andre fly i gruppen. Fuchidas pilot, løjtnant Mitsuo Matsuzaki, styrede B5N-flyet rundt om Barber’s Point.
Klokken 7:53 gav Fuchida Mizuki ordrer om at sende beskeden "Tora! Tora! Tora!" tilbage til hangarskibet Akagi (flagskibet i 1. luftflåde): (虎 tora er japansk for "tiger", men i denne sammenhæng er "To" den første stavelse u ordet word 突撃 totsugeki, som betyder "angrib" eller "angreb", og "ra" er første stavelse i 雷撃 raigeki som betyder "torpedoangreb"). De tre gange "Tora" var kodesprog og betød at det var lykkedes at "tage amerikanerne på sengen".
Den første japanske angrebsbølge, med 51 Aichi D3A styrtbombefly, 40 Nakajima B5N torpedofly med torpedoer, 50 Nakajima B5N med bomber, og 43 Mitsubishi A6M Zero jagerfly, indledte angrebet. Da disse fly var nået tilbage til deres hangarskibe, forblev Fuchida over målet for at vurdere skaderne og observere den næste angrebsbølge. Da denne havde fuldført sin mission, returnerede han til sit hangarskib. 
Da Fuchida vendte tilbage fra angrebet på Pearl Harbor inspicerede han sin B5N og fandt 20 store huller fra antiluftskytset og styrekablet hang i en tynd tråd. Selvom han ikke på nogen måde var religiøs var dette den første i en serie af nærdødsoplevelser, der fik ham til at tro at en højere magt vågede over ham. Det vellykkede angreb på USA gjorde Fuchida til en national helt, og han fik en audiens hos kejser Hirohito personlig. Dette i kombination med typisk japansk militær patriotisme forøgede hans følelse af at være udvalgt af skæbnen. 
Den 19. februar 1942 anførte Fuchida den første af to bølger med 188 fly i et ødelæggende luftangreb mod Darwin i Australien.
I juni blev Fuchida såret under Slaget om Midway: Under en brand om bord på Akagi efter et amerikansk bombeangreb faldt han ned fra en stige og brækkede begge ankler. Resten af krigen fungerede han som stabsofficer.
Fuchida har skrevet, at han var i Hiroshima dagen før atombombeangrebene på byen i forbindelse med en uges militærkonference med hæren. Han fik et langdistanceopkald fra flådens hovedkvarter med besked om at returnere til Tokyo. 
Efter krigen, i 1949, mødte Fuchida en metodistisk missionær, Jacob DeShazer, der selv havde været korporal i US Army Air Forces og deltaget i det berømte Doolittle-raid, som konverterede ham til kristendommen. Sammen med en kollega udgav han i 1951 en beretning fra Slaget om Midway set fra japansk side. I 1952 blev Fuchida selv en kristen missionær og tog på "turne" i USA, som medlem af "The Worldwide Christian Missionary Army of Sky Pilots". Han tilbragte resten af sit liv som kristen missionær.
Fuchida døde af diabetes i Kashiwara, ved Osaka 30. maj 1976.

## Fodnoter
1. ↑  "Mitsuo Fuchida". Arkiveret fra originalen 18. marts 2009. Hentet 30. juli 2009.
2. ↑  Fuchida the Flying Ace
3. ↑  "Movie scene: Instructing radio operator"
4. ↑  ""The Kamikaze of God"". Arkiveret fra originalen 4. oktober 2006. Hentet 6. december 2006.